# الیسیا مارین
الیسیا مارین (اسپانیایی: Alicia Marín‎؛ زادهٔ ۱۷ آوریل ۱۹۹۷) کماندار زن اهل اسپانیا است.
وی در مسابقات کشوری و بین‌المللی در مجموع برندهٔ ۱ مدال برنز شده‌است.